# Nicolás Brussino
Nicolás José Brussino (Cañada de Gómez, 2 de marzo de 1993) es un baloncestista argentino que pertenece a la plantilla del Club Baloncesto Gran Canaria de la Liga ACB. Con 2,04 metros de altura, juega en la posición de alero. Es hermano menor del también baloncestista Juan Brussino, que juega de base.

## Trayectoria

### Asociación Deportiva Everton Olimpia (A.D.E.O)
Nicolás Brussino, como su hermano Juan, se inicia deportivamente desde pequeño en el club ADEO de la ciudad de Cañada de Gómez.

### San Martín de Marcos Juárez
Fue jugador de San Martín de Marcos Juárez desde el año 2010 al 2012. Fue parte del equipo que disputó el Torneo Nacional de Ascenso y a su vez jugaba en las inferiores del club.

### Regatas Corrientes
Comenzó su carrera en Regatas Corrientes durante el 2012, cuando fue incorporado al primer equipo como jugador juvenil. Su debut deportivo fue durante ese mismo año, en septiembre, cuando entró unos minutos sobre el final en el partido que su equipo recibió a Quimsa. Meses más tarde, el equipo disputó la Liga Sudamericana de Clubes, donde Nicolás jugó nueve partidos, sumando 49 minutos y promediando 3 puntos por partido, 0,6 rebotes y 1 asistencia. Además de disputar esa competencia, participó en el Torneo Súper 8 2012, donde Regatas Corrientes se consagró campeón. Un mes más tarde, se disputó el "Final Four" del torneo continental y nuevamente se consagró campeón.
En la siguiente temporada, Brussino consiguió más continuidad, terminando con 55 partidos en la Liga Nacional de Básquet 2013/14, y promediando 5,9 puntos por partido. Además, jugó la Liga de las Américas 2014, sin llegar al "Final four". En su última temporada en Regatas, jugó nuevamente 55 partidos, pero esta vez promedió 9,4 puntos, y nuevamente disputó torneo continental, repitiendo resultado.

### Peñarol
En 2015, tras haber surgido su posible continuidad en Regatas, termina firmando contrato con Peñarol.

Va a ser un plantel muy bueno, con muy buenas figuras como Figueroa o Leo y otros jugadores importantes como Sahdi o Ale Diez. Se mantuvo una base y eso es bueno, ahora los que llegamos tendremos que incorporarnos y adaptarnos lo más rápido posible.
Facu, cuando se rumoreaba que podía ir a Peñarol, ya me decía que fuera, que Peñarol es especial. Jugando para Regatas pude notar la pasión que el hincha tiene, ahora estoy de ese lado y hay que disfrutarlo.
Nicolás Brussino, sobre su llegada al club.

### Dallas Mavericks
En julio de 2016, firmó su primer contrato NBA con los Dallas Mavericks por tres años y el mínimo salarial. 
En octubre de 2016, juega su primer partido en la pretemporada con los Mavericks en la derrota de su equipo ante New Orleans Pelicans anotando 13 puntos.
Tras finalizada la pretemporada se hace oficial su llegada a la franquicia y con ello Brussino se convirtió en el décimo argentino en la NBA. Inicialmente hubo especulación sobre si el jugador actuaría durante esa temporada con los Mavericks o si sería asignado a los Texas Legends, un equipo de la D-League que era propiedad de los Mavericks. A pesar de ello, el 26 de octubre debutó ante Indiana Pacers en el primer encuentro del equipo en la temporada, jugando 34 segundos y dando una asistencia.
Al finalizar la temporada 2016-17 de la NBA, Brussino había alcanzado a disputar 50 partidos con los Mavericks, promediando 3 puntos y 1,9 rebotes en 10,4 minutos de juego por encuentro. Además también estuvo presente en 5 partidos de la D-League con los Legends. 
El 20 de julio de 2017 fue cortado del equipo.

### Atlanta Hawks/Erie BayHawks
Tras estar en la plantilla de Atlanta Hawks pero no jugar muchos partidos, se decidió que pase al equipo filial, Erie BayHawks, de la NBA G-League por decisión de la franquicia. El 8 de diciembre fue cortado de la franquicia, quedando como agente libre.

### Club Baloncesto Gran Canaria

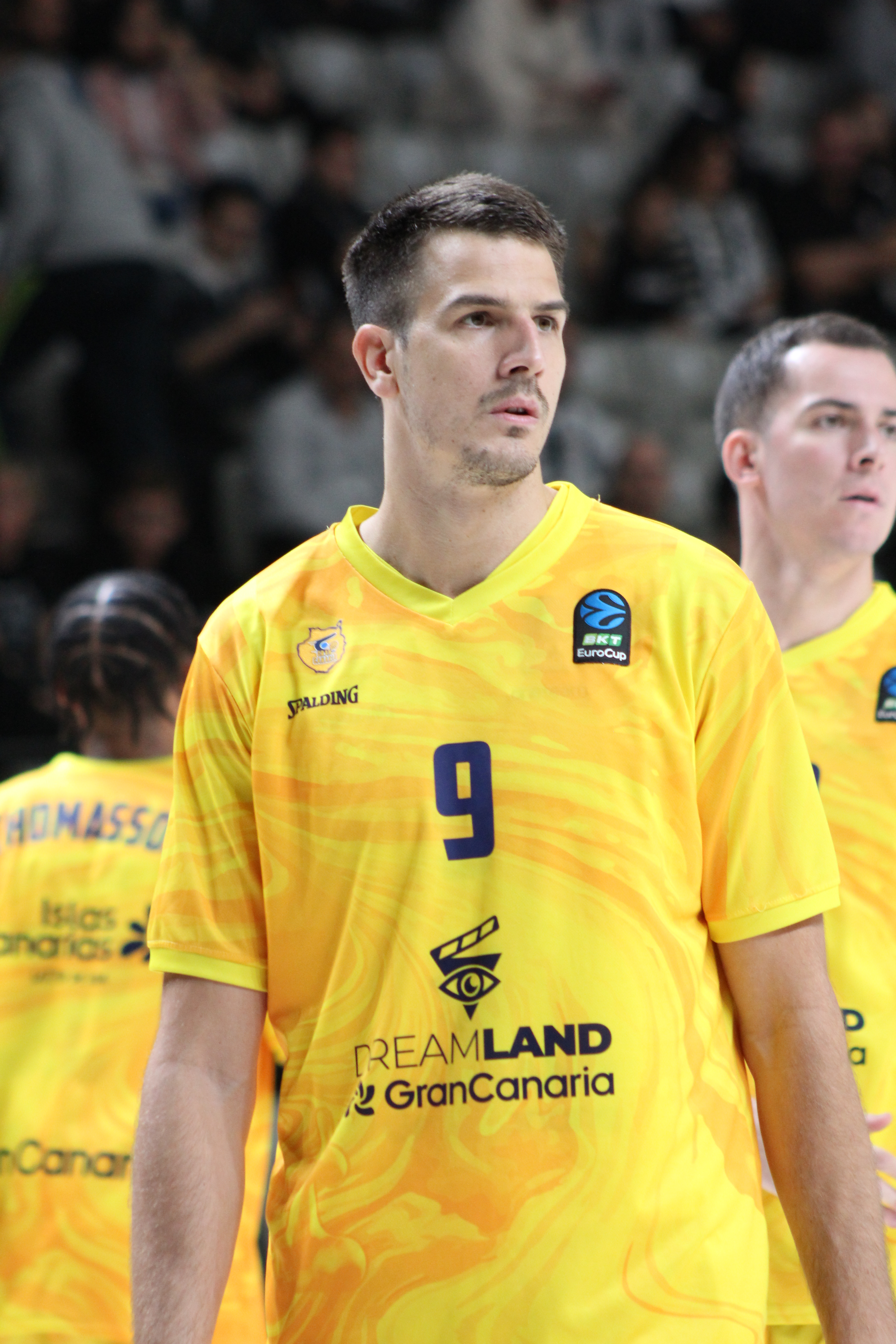
Nicolás Brussino con el CB Gran Canaria en 2024.

El 31 de diciembre de 2017 firma con el Club Baloncesto Gran Canaria para el resto de la temporada 2017-18.

### Iberostar Tenerife
El día 26 de julio de 2018 firma un contrato de un año más otro opcional por el Iberostar Tenerife de la Liga ACB.

### Basket Zaragoza
En julio de 2019, tras abandonar el Iberostar Tenerife, firmó por dos temporadas con el Basket Zaragoza.

### Club Baloncesto Gran Canaria
En julio de 2021, se oficializa su vuelta al CB Gran Canaria por dos temporadas.

## Selección nacional

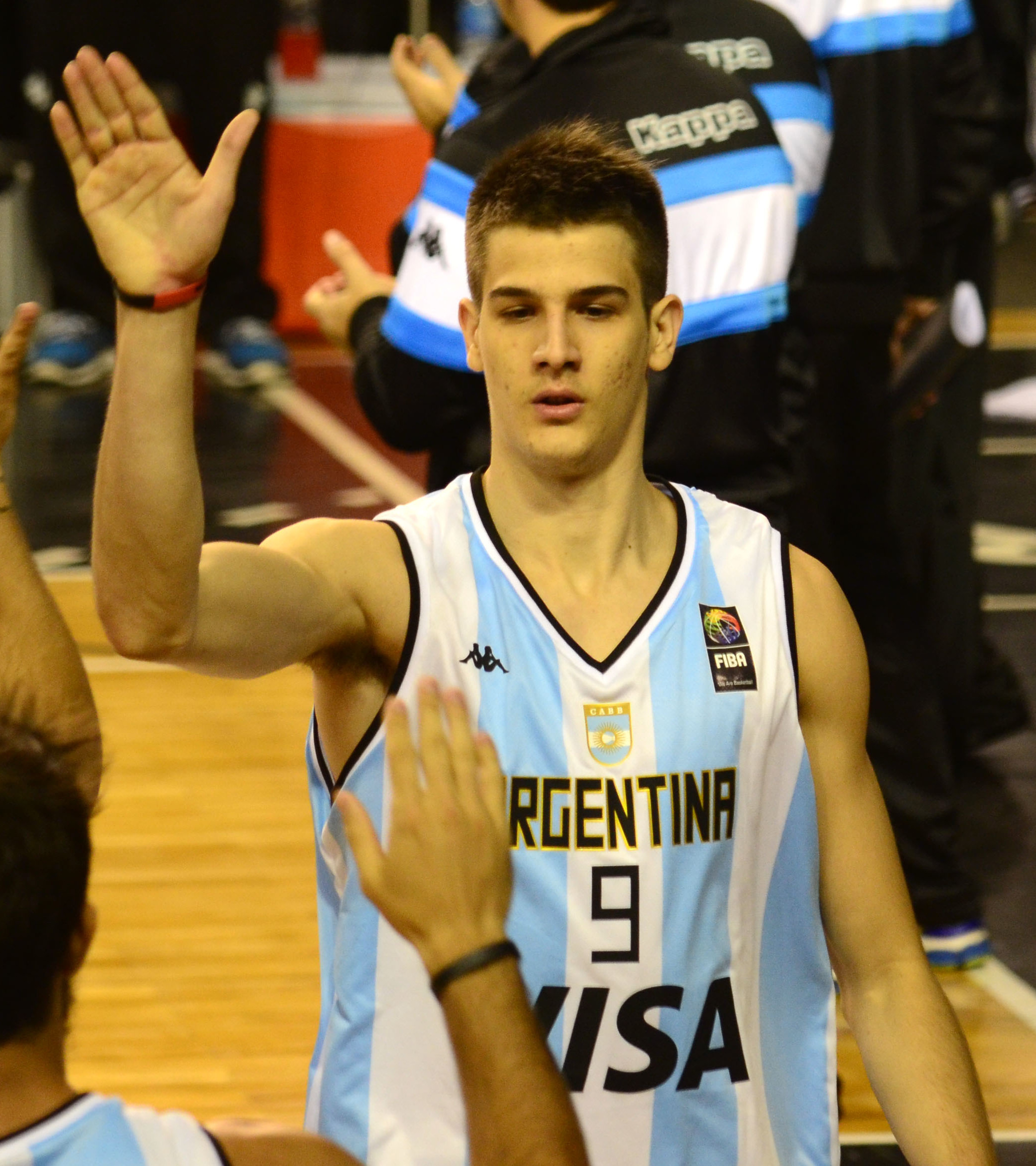
Brussino con la selección argentina en 2015.

Nicolás debutó durante los Juegos ODESUR 2014 y la preparación previa. El equipo logró la medalla de oro. Más tarde, integró el seleccionado para el Premundial del 2014, en Venezuela obteniendo el segundo puesto. Tras clasificar a la Copa del Mundo de Baloncesto 2014, no fue tenido en cuenta. Con el cambio de entrenador, Nicolás fue nuevamente convocado para los Juegos Panamericanos de 2015 y más tarde, para la gira del Campeonato FIBA Américas de 2015, donde el seleccionado obtuvo la clasificación a los Juegos Olímpicos de Río de Janeiro 2016 y el segundo puesto en este torneo.
En 2019, fue el escolta titular de la Selección Argentina que obtuvo la medalla de oro en los Juegos Panamericanos de Lima. Este fue el segundo título oficial de Brussino jugando en la selección mayor de Argentina. Además, fue uno de los escoltas titulares del plantel que conquistó la medalla de plata en el Mundial de China de ese año.
En verano de 2021, fue parte de la selección absoluta argentina que participó en los Juegos Olímpicos de Tokio 2020, que quedó en séptimo lugar.
En septiembre de 2022 disputó con el combinado absoluto argentino el FIBA AmeriCup de 2022, ganando el oro al derrotar al combinado brasileño en la final.

## Estadísticas en Argentina

### Equipos
| Equipo             | Torneo       | PJ  | Pts  | Min   | Dobles | Dobles | Triples | Triples | Libres | Libres | Rebotes | Rebotes | As  |
| Equipo             | Torneo       | PJ  | Pts  | Min   | C      | L      | C       | L       | C      | L      | Def     | Of      | As  |
| ------------------ | ------------ | --- | ---- | ----- | ------ | ------ | ------- | ------- | ------ | ------ | ------- | ------- | --- |
| Regatas Corrientes | LNB 2012-13  | 37  | 1,4  | 6,5   | 15     | 29     | 7       | 34      | 4      | 6      | 24      | 9       | 11  |
| Regatas Corrientes | LSC 2012     | 9   | 3,0  | 5,4   | 4      | 7      | 6       | 11      | 1      | 3      | 6       | 0       | 9   |
| Regatas Corrientes | Súper 8 2012 | 2   | 2    | 7:29  | 2      | 2      | 0       | 0       | 0      | 0      | 0       | 0       | 0   |
| Regatas Corrientes | LNB 2013-14  | 55  | 6,0  | 10,3  | 75     | 128    | 49      | 121     | 31     | 52     | 112     | 33      | 50  |
| Regatas Corrientes | Súper 8 2013 | 2   | 7    | 31:58 | 0      | 2      | 3       | 5       | 5      | 6      | 2       | 2       | 0   |
| Regatas Corrientes | LdA 2014     | 6   | 5,1  | 11,1  | 5      | 6      | 7       | 13      | 0      | 0      | 8       | 1       | 2   |
| Regatas Corrientes | LNB 2014-15  | 55  | 9,4  | 21,2  | 87     | 181    | 90      | 233     | 73     | 90     | 150     | 28      | 73  |
| Regatas Corrientes | Súper 8 2014 | 2   | 4,0  | 35:45 | 1      | 4      | 2       | 4       | 0      | 0      | 5       | 0       | 0   |
| Regatas Corrientes | LdA 2015     | 6   | 10,1 | 25,8  | 8      | 15     | 11      | 36      | 12     | 15     | 10      | 6       | 10  |
| Regatas Corrientes | Totales      | 174 | 1054 |       | 197    | 374    | 202     | 457     | 126    | 172    | 317     | 79      | 155 |
| Peñarol            | LNB 2015-16  | 59  | 14,6 | 28,3  | 170    | 306    | 125     | 317     | 145    | 201    | 278     | 47      | 180 |
| Peñarol            | Totales      | 59  | 860  | 1669  | 170    | 306    | 125     | 317     | 145    | 201    | 278     | 47      | 180 |

### Selección nacional
| Equipo    | Torneo                       | PJ | Pts | Min  | Dobles | Dobles | Triples | Triples | Libres | Libres | Rebotes | Rebotes | As |
| Equipo    | Torneo                       | PJ | Pts | Min  | C      | L      | C       | L       | C      | L      | Def     | Of      | As |
| --------- | ---------------------------- | -- | --- | ---- | ------ | ------ | ------- | ------- | ------ | ------ | ------- | ------- | -- |
| Argentina | Juegos ODESUR 2014           | 5  | 3,0 | 5,2  | 1      | 3      | 4       | 7       | 1      | 2      | 7       | 0       | 3  |
| Argentina | Campeonato Sudamericano 2014 | 5  | 3,0 | 5,6  | 5      | 5      | 1       | 6       | 2      | 2      | 1       | 2       | 0  |
| Argentina | Panamericanos de 2015        | 4  | 8,8 | 18,2 | 1      | 5      | 9       | 19      | 6      | 10     | 7       | 2       | 5  |
| Argentina | Copa Tuto Marchand 2015      | 3  | 2,3 | 10   | 2      | 4      | 1       | 5       | 0      | 0      | 4       | 2       | 1  |
| Argentina | FIBA Américas de 2015        | 10 | 0,9 | 3,2  | 1      | 2      | 2       | 6       | 1      | 2      | 4       | 1       | 1  |

## Estadísticas de su carrera en la NBA

### Temporada regular
| Año     | Equipo  | PJ | PT | MPP | %TC  | %3P  | %TL  | RPP | APP | ROB | TPP | PPP |
| ------- | ------- | -- | -- | --- | ---- | ---- | ---- | --- | --- | --- | --- | --- |
| 2016-17 | Dallas  | 54 | 2  | 9.6 | .369 | .305 | .773 | 1.7 | .9  | .3  | .1  | 2.8 |
| 2017-18 | Atlanta | 4  | 0  | 2.5 | .000 | .000 | .000 | 0.8 | .0  | .0  | .0  | .0  |
| Total   | Total   | 58 | 2  | 9.2 | .364 | .299 | .773 | 1.7 | .8  | .3  | .1  | 2.6 |

## Logros y reconocimientos

### Clubes
| Equipo             | Certamen                    | Ediciones |
| ------------------ | --------------------------- | --------- |
| Regatas Corrientes | Liga Sudamericana de Clubes | 2012      |
| Regatas Corrientes | Torneo Súper 8              | 2012      |
| Regatas Corrientes | Liga Nacional de Básquet    | 2012-13   |

### Selección nacional
| Equipo                        | Certamen |
| ----------------------------- | -------- |
| Argentina                     |          |
| Juegos ODESUR 2014            |          |
| Campeonato Sudamericano 2014  |          |
| Campeonato FIBA Américas 2015 |          |
| Campeonato FIBA Américas 2017 |          |
| Juegos Panamericanos 2019     |          |
| Campeonato Mundial 2019       |          |
| FIBA AmeriCup de 2022         |          |

### Distinciones individuales
- Participó en el torneo de volcadas del XXV Juego de las Estrellas de la LNB.
- Premiado en los Premios Clarín de 2015 en la categoría de «Premios Revelación Clarín Deportes Banco Ciudad».[23]
- Premiado en los Premios Gigantes de 2024 en la categoría de «Gigante Latinoamericano».[24]